# Annie Guay
Annie Guay (née le 29 juin 1985 à Rouyn-Noranda dans la province de Québec au Canada) est une joueuse canadienne de hockey sur glace.

## Carrière en club
Annie Guay débute à 5 ans et fait son hockey amateur dans la région de l'Abitibi-Témiscamingue.

### NCAA
Lors de la saison 2005-06, Guay a été une clé importante du succès de la défensive des Skating Saints de St. Lawrence dans le championnat universitaire américain. L'équipe a tenu ses opposants à une moyenne de 1,10 but par match. De plus, Guay a contribué à l'offensive des Skating Saints avec 21 points produits (sept buts, quatorze passes). À ce niveau, elle mène sur tous les défenseurs de la conférence ECAC Hockey.  Dans sa dernière année universitaire (2007-08), Annie Guay avec sa coéquipière Sabrina Harbec sont élues étoiles du All-America.
| Saison      | Équipe                         | Ligue       |     | PJ | B  | A   | Pts | Pun |
| 2004-2005   | Skating Saints de St. Lawrence | ECAC Hockey | 39  | 2  | 5  | 7   |     |     |
| 2005-2006   | Skating Saints de St. Lawrence | ECAC Hockey | 36  | 8  | 26 | 34  |     |     |
| 2006-2007   | Skating Saints de St. Lawrence | ECAC Hockey | 36  | 11 | 22 | 33  |     |     |
| 2007-2008   | Skating Saints de St. Lawrence | ECAC Hockey | 32  | 4  | 25 | 29  |     |     |
| Totaux NCAA | Totaux NCAA                    | Totaux NCAA | 143 | 25 | 78 | 103 |     |     |

### LCHF
En 2008-09, elle est membre des Stars de Montréal dans la Ligue canadienne de hockey féminin (LCHF). Elle est la meilleure marqueuse de buts parmi les défenseurs de toute la ligue pendant deux saisons consécutives (2009-10 et 2010-11). À la fin saison de la 2010-11, elle est la 7e meilleure marqueuse de la ligue quoi qu'évoluant au poste de défenseur. Sa polyvalence et son fort jeu défensif aide les Stars à conquérir 2 Coupe Clarkson (2009 et 2011) et 3 championnats consécutifs en saison régulière.
| Saison    | Équipe            |     | PJ  | B   | A   | Pts | Pun |
| 2008-2009 | Stars de Montréal | n/d | n/d | n/d | n/d | n/d |     |
| 2009-2010 | Stars de Montréal | 22  | 7   | 25  | 32  | 12  |     |
| 2010-2011 | Stars de Montréal | 26  | 13  | 18  | 31  | 16  |     |

## Carrière internationale
En 2003 Guay est sélectionnée pour le camp national des moins de 22 ans et elle joue pour l'équipe nationale canadienne des moins de 22 ans de 2003 à 2009. Annie Guay est la joueuse qui a cumulé le plus de matchs dans l'uniforme canadienne des moins de 22 ans avec 37 matchs joués. Elle remporte 5 médailles d'or à des Coupes des nations MLP chez les moins de 22 ans.
| années chez les U22 | MJ | B | A  | Pts | Pen |
| ------------------- | -- | - | -- | --- | --- |
| 2003 à 2010         | 37 | 8 | 10 | 18  | 20  |

| Tournoi international                      | MJ | B | A | Pts |
| Aout 2003 Matchs contre les États-Unis U22 | 3  | 0 | 0 | 0   |
| Coupe Air Canada 2004                      | 4  | 1 | 2 | 3   |
| Aout 2004 Matchs contre les États-Unis U22 | 3  | 0 | 0 | 0   |
| Coupe Air Canada 2005                      | 4  | 1 | 0 | 1   |
| Camp de sélection U22 2005                 | 2  | 1 | 1 | 2   |
| Coupe Air Canada 2006                      | 4  | 0 | 1 | 1   |
| Camp de sélection U22 2006                 | 2  | 1 | 0 | 1   |
| Match contre les États-Unis U22 2006       | 3  | 0 | 0 | 0   |
| Coupe Air Canada 2007                      | 5  | 1 | 3 | 4   |
| Camp de sélection U22 2009                 | 2  | 0 | 1 | 1   |
| Coupe des nations MLP 2010                 | 5  | 3 | 2 | 5   |
| Coupe des quatre nations 2010              | 4  | 0 | 0 | 0   |

Source
La retraite de trois défenseuses (Becky Kellar, Colleen Sostorics et Carla MacLeod) de l'équipe nationale féminine senior du Canada après les Jeux olympiques d'hiver 2010, donne une opportunité à Annie Guay de se faire valoir mais elle est tenue sur le banc de l'équipe lors de la Coupe des quatre nations 2010. De plus Guay n'est pas appelée par Hockey Canada pour le camp de sélection en préparation des championnats mondiaux féminin 2011. La déception est grande chez Annie Guay. Elle décide alors de mettre un terme à sa carrière et de se retirer après la conquête de sa deuxième Coupe Clarkson.

## Vie personnelle
Annie Guay vit maintenant en Abitibi où elle travaille en santé et sécurité à la mine Odyssey. De plus elle a travaillé à l'école de hockey du Nord-Ouest (à Rouyn-Noranda) où elle a été entraîneuse d'équipes de hockey amateur pour des jeunes filles.

## Prix et distinctions individuelles
- 2 fois championne de la Coupe Clarkson  (2008-09 et 2010-11)
- Première équipe d'étoiles All-Stars de la LCHF  (2009-10 et 2010-11)
- Élue la meilleure défenseur du circuit lors de la saison 2009-10
- Première équipe d'étoiles de la conférence ECAC Hockey (2008, 2006)[9],[10].
- Honneurs All-America  (2008)
- Honneurs All-America  (2007)
- Nommée meilleure défenseur lors de la Coupe Air Canada d'Europe 2007[11]
- Première équipe d'étoiles de la conférence ECAC (2006)
- Deuxième équipe d'étoiles All-America de sélection (2006)